# Emanate
Emanate es el primer álbum de estudio de la banda gótica francesa Penumbra, lanzado en 1999 originalmente bajo el sello alemán Serenades Records.

## Lista de canciones
Toda la música por Penumbra.
1. «Intro» - 02:11
2. «Lycantrope» - 04:41
3. «New Searing Senses» - 06:26
4. «Bloody Experience» - 06:10
5. «Falling into My Soul» - 09:39
6. «Turn Them Off» - 06:40
7. «Doppleganger» - 06:02
8. «Under Water Dream» - 06:49

## Créditos

### Batería
- Jarlath - Voz principal, Oboe
- Scylla - Voz femenina
- Medusa - Voz femenina
- Dorian - Guitarra
- Aldric - Bajo
- Zoltan - Teclados
- Hekchen - Batería